# سرعت‌نگار
سرعت‌نگار (انگلیسی: Tachograph) دستگاه نصب‌شده بر روی وسایل نقلیهٔ عمومی مسافربر بین‌شهری، از قبیل اتوبوس و مینی‌بوس و سواری، که به‌وسیلهٔ سه سوزن، سرعت و ساعت و مسافت طی‌شده را بر روی صفحهٔ مدور ثبت می‌کند.

## نگارخانه

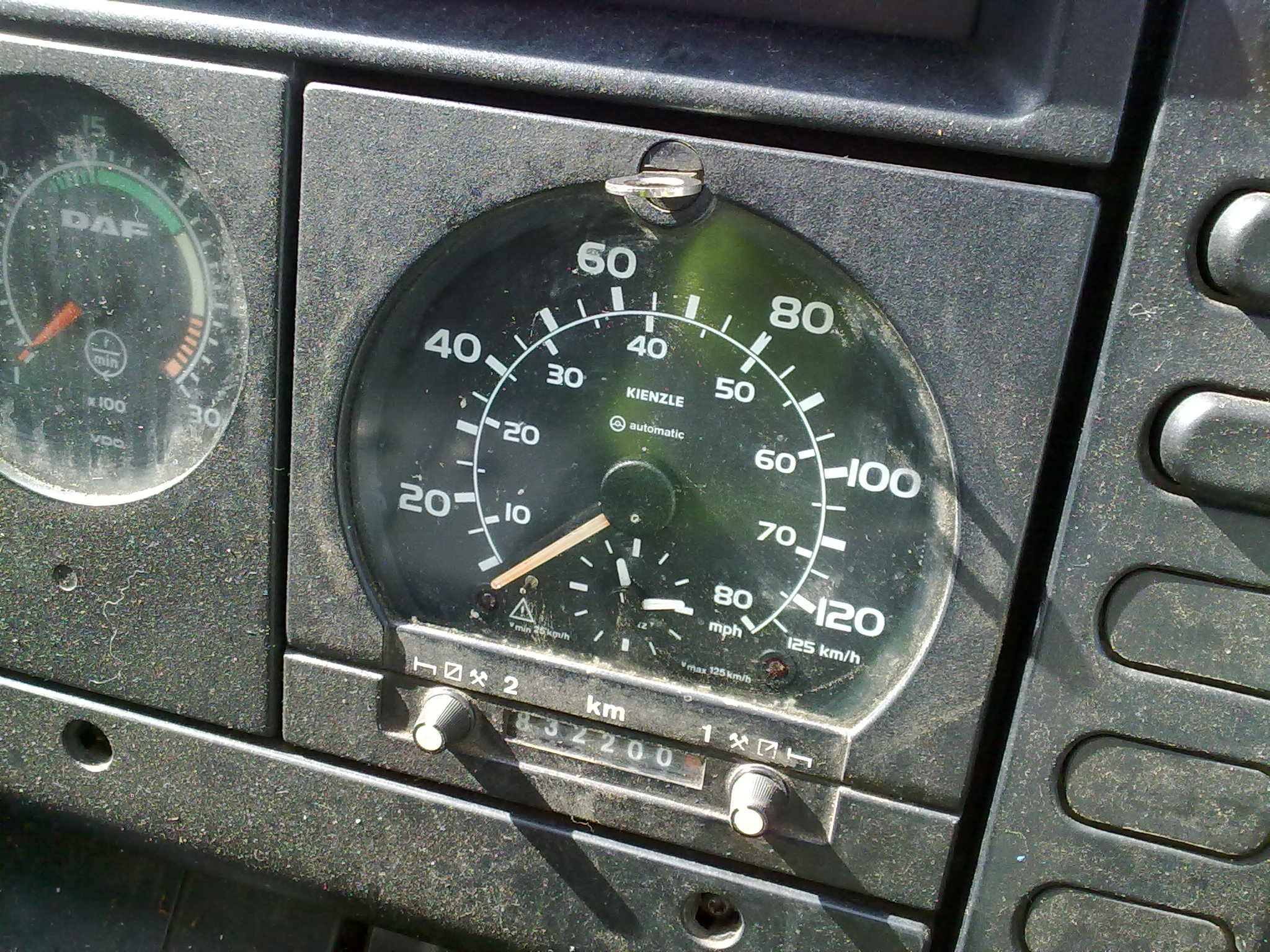
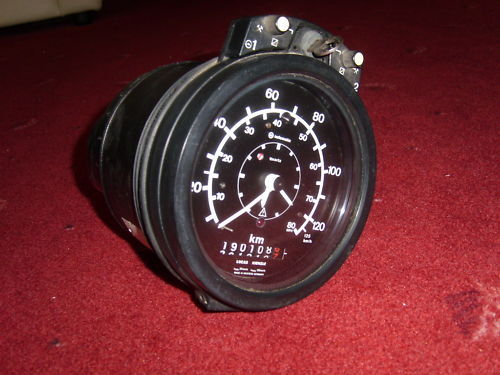
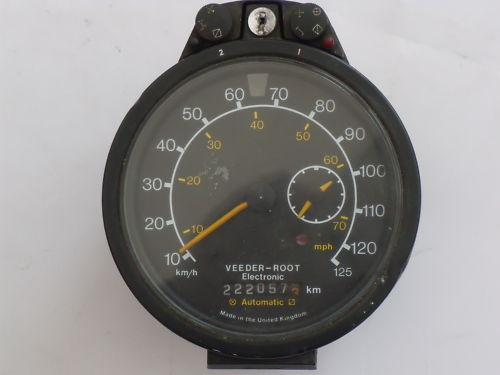
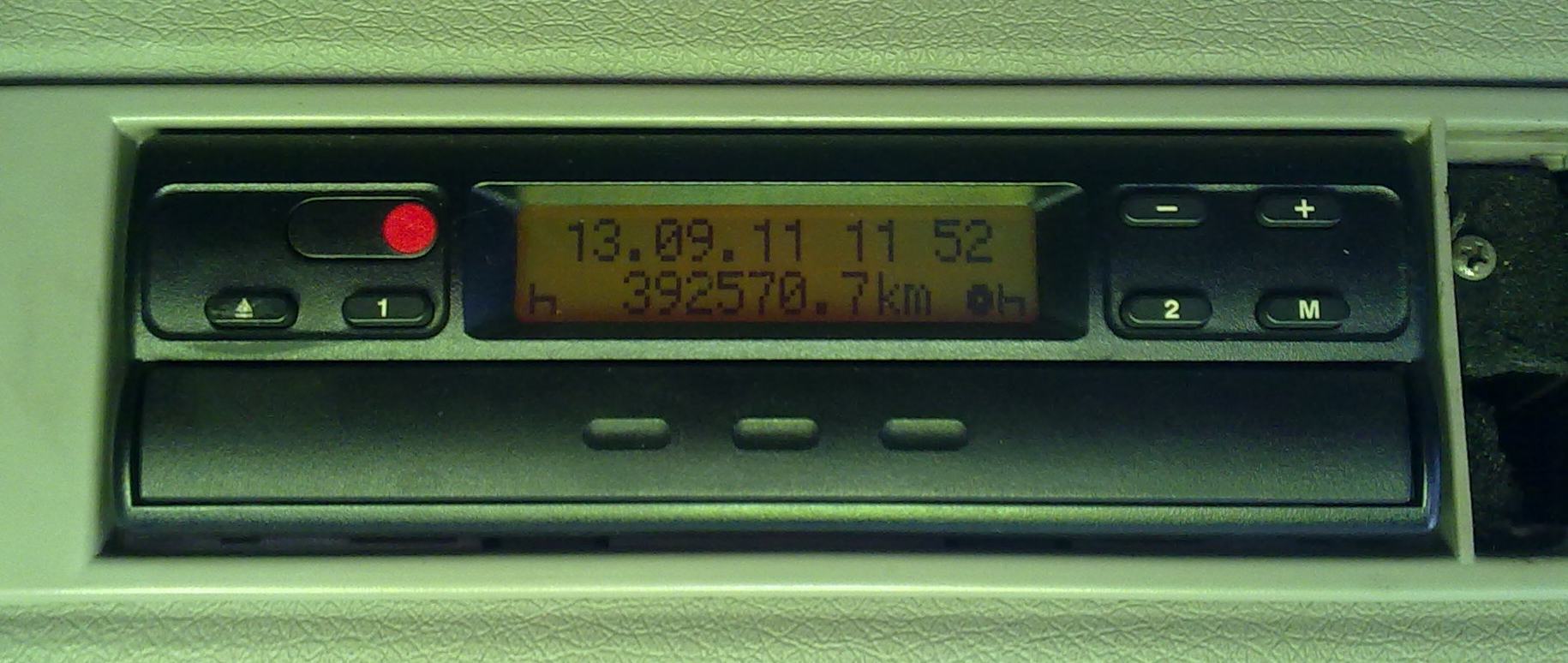
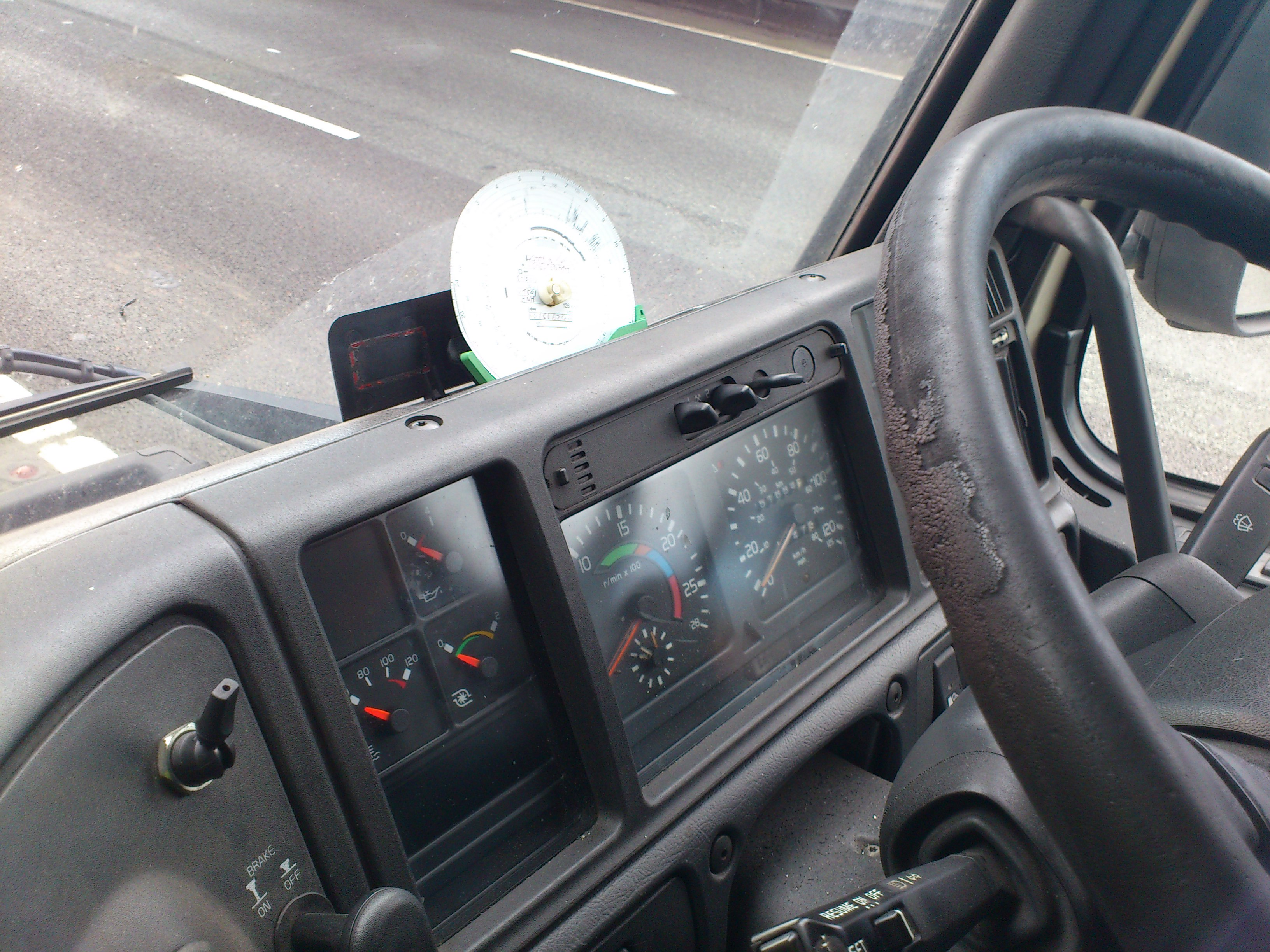
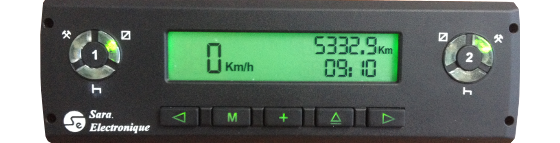